# AACTA Awards 2015 (dicembre)
La 5ª edizione della cerimonia degli AACTA Award si è tenuta allo Star Sidney Casinò & Hotel il 9 dicembre 2015. La cerimonia ha premiato i film australiani valutati come migliori usciti nel corso del 2015, ed, in Australia, è stata trasmessa in diretta dal canale Network Ten.
Le nomination delle varie categorie sono state annunciate il 31 ottobre 2015 allo Star Hotel di Sydney.
Il film più candidato è stato The Dressmaker - Il diavolo è tornato, con 13 nomination, mentre il più premiato Mad Max: Fury Road, con 7 vittorie.

## Vincitori e candidati

### Lungometraggi

#### Miglior film
- Mad Max: Fury Road, regia di George Miller
- The Dressmaker - Il diavolo è tornato (The Dressmaker), regia di Jocelyn Moorhouse
- Holding the Man, regia di Neil Armfield
- Last Cab to Darwin, regia di Jeremy Sims
- Paper Planes - Ai confini del cielo (Paper Planes), regia di Rob Connolly

#### Miglior regista
- George Miller - Mad Max: Fury Road
- Jocelyn Moorhouse - The Dressmaker - Il diavolo è tornato (The Dressmaker)
- Neil Armfield - Holding the Man
- Jeremy Sims - Last Cab to Darwin

#### Miglior attore protagonista
- Michael Caton - Last Cab to Darwin
- Patrick Brammall -  Ruben Guthrie
- Ryan Corr - Holding the Man
- Sullivan Stapleton - Cut Snake

#### Miglior attrice protagonista
- Kate Winslet - The Dressmaker - Il diavolo è tornato (The Dressmaker)
- Robyn Butler - Now Add Honey
- Ningali Lawford - Last Cab to Darwin
- Charlize Theron - Mad Max: Fury Road

#### Miglior attore non protagonista
- Hugo Weaving - The Dressmaker - Il diavolo è tornato (The Dressmaker)
- Mark Coles Smith - Last Cab to Darwin
- Alex Dimitriades - Ruben Guthrie
- Anthony LaPaglia - Holding the Man

#### Miglior attrice non protagonista
- Judy Davis - The Dressmaker - Il diavolo è tornato (The Dressmaker)
- Emma Hamilton - Last Cab to Darwin
- Deborah Mailman - Paper Planes - Ai confini del cielo (Paper Planes)
- Sarah Snook - The Dressmaker - Il diavolo è tornato (The Dressmaker)

#### Miglior sceneggiatura originale
- Robert Connolly e Steve Worland - Paper Planes - Ai confini del cielo (Paper Planes)
- Blake Ayshford - Cut Snake
- James McFarland - Kill Me Three Times
- George Miller, Brendan McCarthy e Nico Lathouris - Mad Max: Fury Road

#### Miglior sceneggiatura non originale
- Reg Cribb e Jeremy Sims - Last Cab to Darwin
- Tommy Murphy - Holding the Man
- Brendan Cowell - Ruben Guthrie

#### Miglior fotografia
- John Seale - Mad Max: Fury Road
- Donald McAlpine - The Dressmaker - Il diavolo è tornato (The Dressmaker)
- Steve Arnold - Last Cab to Darwin
- Damian Wyvill - Giotto, l'amico dei pinguini (Oddball)

#### Miglior montaggio
- Margaret Sixel - Mad Max: Fury Road
- Andy Canny - Cut Snake
- Jill Bilcock - The Dressmaker - Il diavolo è tornato (The Dressmaker)
- Dany Cooper - Holding the Man

#### Miglior scenografia
- Colin Gibson - Mad Max: Fury Road
- Josephine Ford - Cut Snake
- Roger Ford - The Dressmaker - Il diavolo è tornato (The Dressmaker)
- Steven Jones-Evans e Sarah Cyngler - Partisan

#### Migliori costumi
- Marion Boyce e Margot Wilson - The Dressmaker - Il diavolo è tornato (The Dressmaker)
- Cappi Ireland - Cut Snake
- Jeanny Beavan - Mad Max: Fury Road
- Sarah Cyngler - Partisan

#### Miglior colonna sonora
- Junkie XL - Mad Max: Fury Road
- David Hirschfelder - The Dressmaker - Il diavolo è tornato (The Dressmaker)
- Nigel Westlake - Paper Planes - Ai confini del cielo (Paper Planes)
- Daniel Lopatin - Partisan

#### Miglior sonoro
- Ben Osmo, David White, Chris Jenkins, Gregg Rudloff, Wayne Pashley, e Mark Mangini - Mad Max: Fury Road
- Andrew Ramage, Glenn Newnham, Chris Goodes, David Williams, Mario Vaccaro e Alex Francis - The Dressmaker - Il diavolo è tornato (The Dressmaker)
- Chris Goodes, James Ashton, Emma Bortignon, e Trevor Hope - Paper Planes - Ai confini del cielo (Paper Planes)
- Robert Mackenzie e Dane Cody - Partisan

### Televisione

#### Miglior serie commedia
- Shaun Micallef's Mad as Hell (ABC)
- Danger 5 (SBS)
- Sammy J & Randy in Ricketts Lane (ABC)
- Utopia (ABC)

#### Miglior serie drammatica
- Glitch (ABC)
- Love Child, seconda stagione (Nine Network)
- Miss Fisher's Murder Mysteries, terza stagione (ABC)
- Wentworth, terza stagione (Foxtel)

#### Miglior serie per bambini
- Ready for This (ABC3)
- Little Lunch (ABC3)
- The New Adventures of Figaro Pho (ABC3)
- Nowhere Boys, seconda stagione (ABC3)

#### Miglior mini-serie o film per la televisione
- Peter Allen - Not the Boy Next Door (Seven Network)
- Banished (Foxtel)
- The Principal (SBS)
- The Secret River (ABC)

#### Miglior reality show
- MasterChef Australia (Network Ten)
- My Kitchen Rules, sesta stagione (Network Ten)
- Real Housewives of Melbourne, seconda stagione (Foxtel)
- The Voice (Nine Network)
- The X Factor (Seven Network)

#### Miglior programma di intrattenimento
- The Weekly with Charlie Pickering  (ABC)
- Dirty Laundry Live (ABC)
- Judith Lucy is All Woman (ABC)
- Julia Zemiro's Home Delivery (ABC)

#### Miglior performance in una serie commedia
- Celia Pacquola – Utopia (ABC)
- Nathan Lovejoy – Sammy J & Randy in Ricketts Lane (ABC)
- Randy Feltface – Sammy J & Randy in Ricketts Lane (ABC)
- Emily Taheny – Shaun Micallef's Mad As Hell (ABC2)

#### Miglior attore in una serie drammatica
- Joel Jackson – Peter Allen - Not the Boy Next Door (Seven Network)
- Wayne Blair – Redfern Now (ABC)
- Joel Jackson – Deadline Gallipoli (Foxtel)
- Oliver Jackson-Cohen – The Secret River (ABC)

#### Miglior attrice in una serie drammatica
- Pamela Rabe – Wentworth, terza stagione (Foxtel)
- Deborah Mailman – Redfern Now (ABC)
- Peta Sergeant – House of Hancock (Nine Network)
- Sarah Snook – The Secret River (ABC)

#### Miglior attore non protagonista in una serie drammatica
- Ky Baldwin – Peter Allen - Not the Boy Next Door, episodio 1 (Seven Network)
- John Bach – Gallipoli, episodio 6 (Nine Network)
- Lachy Hulme – The Secret River, prima parte (ABC)
- Rahel Romahn – The Principal, episodio 2 (SBS)

#### Miglior attrice non protagonista in una serie drammatica
- Sigrid Thornton – Peter Allen - Not the Boy Next Door, episodio 2 (Seven Network)
- Harriet Dyer – Love Child, seconda stagione, episodio 3 (Nine Network)
- Rarriwuy Hick – Redfern Now (ABC)
- Hannah Monson – Glitch, episodio 4 (ABC)

#### Miglior regista televisivo in una serie drammatica o commedia
- Shawn Seet – Peter Allen - Not the Boy Next Door, episodio 2 (Seven Network)
- Jeffrey Walker – Banished, episodio 7 (Foxtel)
- Michael Rymer – Deadline Gallipoli, prima parte (Foxtel)
- Kriv Stenders – The Principal, episodio 1 (SBS)

#### Miglior regista televisivo in un reality show o programma d'intrattenimento
- Seth Larney – Hipsters, episodio 1 (SBS2)
- Anna Bateman – Judith Lucy is All Woman, episodio 2 (ABC)
- Damian Davis – Julia Zemiro's Home Delivery, episodio 7 (ABC)
- Stamatia Maroupas – Kitchen Cabinet, episodio 7 (ABC)

#### Miglior sceneggiatura televisiva
- Jacquelin Perske e Shaun Grant – Deadline Gallipoli, prima parte (Foxtel)
- Michael Miller – Peter Allen - Not the Boy Next Door, episodio 2 (Seven Network)
- Kristen Dunphy – The Principal (SBS)
- Santo Cilauro, Tom Gleisner e Rob Sitch – Utopia, episodio 1 (ABC)

#### Miglior fotografia televisiva
- Geoffrey Hall – Deadline Gallipoli (Foxtel)
- Martin McGrath – Banished, episodio 6 (Foxtel)
- Mark Wareham – Redfern Now (ABC)
- Bruce Young – The Secret River, episodio 1 (ABC)

#### Miglior montaggio televisivo
- Nicholas Holmes – Redfern Now (ABC)
- Dany Cooper e Martin Connor – Deadline Gallipoli, prima parte (Foxtel)
- Annabelle Johnson – Little Lunch, episodio 5 (ABC3)
- Deborah Peart – Peter Allen - Not the Boy Next Door, episodio 1 (Seven Network)

#### Miglior sonoro televisivo
- Des Kenneally, Robert Mackenzie, Liam Price, Jed Dodge, Justine Angus e John Simpson – Deadline Gallipoli, prima parte (Foxtel)
- Paul ‘Salty’ Brincat, Gary Desmond e Dan Johnson – Banished (Foxtel)
- Grant Shepherd, Ashley Irwin, Ian Neilson, Ben Anderson, Nigel Croydon, Robert Sullivan – Peter Allen - Not the Boy Next Door, episodio 1 (Seven Network)
- Rainier Davenport, Ian McLoughlin, Wes Chew, Tom Herdman, Annie Breslin and Blair Slater – Redfern Now (ABC)

#### Miglior colonna sonora televisiva
- David Bridie – Deadline Gallipoli, prima parte (FOXTEL)
- Cornel Wilczek – Glitch (ABC)
- Antony Partos – Redfern Now (ABC)
- Burkhard Dallwitz – The Secret River, prima parte (ABC)

#### Migliori costumi televisivi
- Jenny Miles – Peter Allen - Not the Boy Next Door, episodio 1 (Seven Network)
- Shareen Beringer – House of Hancock, prima parte (Nine Network)
- Marion Boyce – Miss Fisher's Murder Mysteries' episodio 1 (ABC)
- Edie Kurzer – The Secret River (ABC)

#### Miglior scenografia televisiva
- Herbert Pinter – The Secret River, prima parte (ABC)
- Claire Kenny – Banished, episodio 6 (FOXTEL)
- Pete Baxter – Deadline Gallipoli, prima parte (FOXTEL)
- Tim Ferrier – Peter Allen - Not the Boy Next Door, episodio 1 (Seven Network)

### Documentari

#### Miglior documentario lungometraggio
- Zucchero! That Sugar Film (That Sugar Film), regia di Damon Gameau
- Gayby Baby, regia di Maya Newell
- Only the Dead, regia di Bill Guttentag e Michael Ware
- Sherpa, regia di Jennifer Peedom
- Women He's Undressed, regia di Gillian Armstrong

#### Miglior serie lungometraggio
- The Killing Season, regia di Deborah Masters (ABC)
- Between a Frock and a Hard Place, regia di Alex Barry e Paul Clarke (ABC)
- The Cambodian Space Project, regia di Marc Eberle (ABC)
- Prison Songs, regia di Kelrick Martin (SBS)

#### Miglior regista in un documentario
- Bill Guttentag e Michael Ware – Only the Dead
- Deborah Masters – The Killing Season (ABC)
- Kelrick Martin – Prison Songs (SBS)
- Wain Fimeri e Steve Westh – Uranium - Twisting the Dragon's Tail

#### Miglior fotografia in un documentario
- Nick Robinson, Luke Peterson e Jon Shaw – Life on the Reef, episodio 1 (ABC)
- Louie Eroglu – The Killing Season
- Torstein Dyrting – Prison Songs
- Renan Ozturk, Hugh Miller e Ken Sauls – Sherpa

#### Miglior montaggio in un documentario
- Jane Moran – Only the Dead
- Andrea Lang – The Cambodian Space Project
- Lile Judickas – The Killing Season, episodio 2 (ABC)
- Christian Gazal – Sherpa

#### Miglior sonoro in un documentario
- Keith Thomas – The Cambodian Space Project
- Caspar Mazzotti, Craig Beckett, Dan Miau e Terry Meehan – Life on the Reef, episodio 1
- Steve Burgess, Leah Katz, Andy Wright e Chris Goodes – Only the Dead'
- Glenn Martin e Kim Lord – Prison Songs

#### Miglior colonna sonora in un documentario
- Michael Yezerski – Only the Dead
- Shellie Morris, Casey Bennetto e Tim Cole – Prison Songs
- Antony Partos – Sherpa
- Dale Cornelius – Uranium - Twisting the Dragon's Tail

### Cortometraggi

#### Miglior cortometraggio d'animazione
- Ernie Biscuit, regia di Adam Elliot
- The Meek, regia di Laura DiMaio
- The Orchestra, regia di Mikey Hill
- The Story of Percival Pilts, regia di John Lewis

#### Miglior serie di cortometraggi
- Nulla Nulla, regia di Dylan River
- Flat Daddy, regia di Annie Kinnane
- Karroyul, regia di Kelrick Martin
- Reg Makes Contact, regia di Corrie Chen

### Altro

#### Migliori effetti speciali
- Andrew Jackson, Holly Radcliffe, Dan Oliver, Andy Williams, Tom Wood e Fiona Crawford – Mad Max: Fury Road
- Christopher Townsend, Ryan Stafford, Paul Butterworth e Matt Estela – Avengers: Age of Ultron
- Chas Jarrett, Dan Barrow, Mark Holt, Marc Varisco e Alana Newell – Pan - Viaggio sull'isola che non c'è (Pan)
- Glenn Melenhorst e Ineke Majoor – Ted 2

#### People's Choice Award for Favourite Australian Film
- The Dressmaker - Il diavolo è tornato (The Dressmaker), regia di Jocelyn Moorhouse
- Mad Max: Fury Road, regia di George Miller
- Paper Planes - Ai confini del cielo (Paper Planes), regia di Rob Connolly
- Last Cab to Darwin, regia di Jeremy Sims
- Giotto, l'amico dei pinguini (Oddball), regia di Stuart McDonald

#### Byron Kennedy Award
- Adam Arkapaw

## Statistiche vittorie/candidature
Premi vinti/candidature:

### Lungometraggi
- 7/12 - Mad Max: Fury Road
- 5/13 - The Dressmaker - Il diavolo è tornato
- 2/9 - Last Cab to Darwin
- 1/6 - Paper Planes - Ai confini del cielo
- 0/6 - Holding the Man
- 0/5 - Cut Snake
- 0/4 - Partisan
- 0/3 - Ruben Guthrie
- 0/2 - Giotto, l'amico dei pinguini
- 0/1 - Kill Me Three Times
- 0/1 - Now Add Honey